# Bartolomeo Masi
Bartolomeo Masi (Firenze, 18 dicembre 1480 – Firenze, 1530) è stato uno scrittore italiano, autore di un importante libro di Ricordanze che oggi è una preziosa fonte per la storia del periodo.
Secondo di quindici fratelli, lavorò come calderaio nella bottega di famiglia gestita dal padre Bernando a Firenze. Accanto alle attività legate al suo mestiere (iscritto all'arte dei chiavaioli, ricoprì per essa diversi ruoli amministrativi) egli, a partire dal 1º gennaio 1511, si dedicò alla compilazione delle sue memorie, fortunatamente giunte sino ai nostri giorni. Le Ricordanze del calderaio fiorentino sono una preziosissima fonte storica. In esse, oltre a numerose annotazioni a carattere personale, troviamo la cronaca di svariati eventi politici e storici riguardanti Firenze e il resto d'Italia.